# Dalí Museum (St. Petersburg)

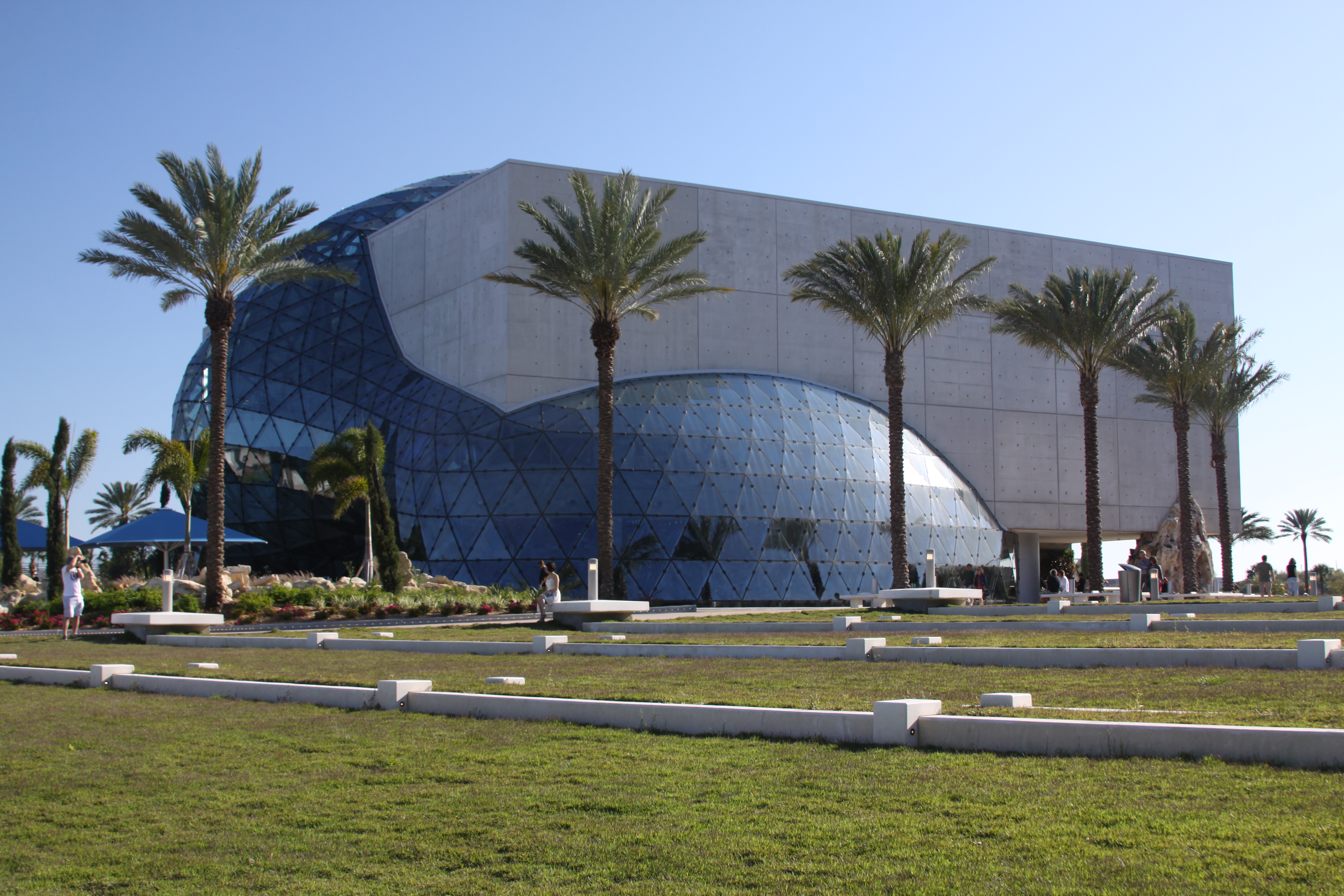
Das neue Dalí Museum

Das Dalí Museum in St. Petersburg (Florida, USA) beherbergt die größte außerhalb Europas befindliche Sammlung der Werke des Künstlers Salvador Dalí. Zu der 2140 Werke umfassenden Sammlung gehören 96 Ölgemälde, über 100 Aquarelle und Zeichnungen, 1300 Grafiken, Fotografien, Skulpturen und andere Kunstobjekte.

## Geschichte

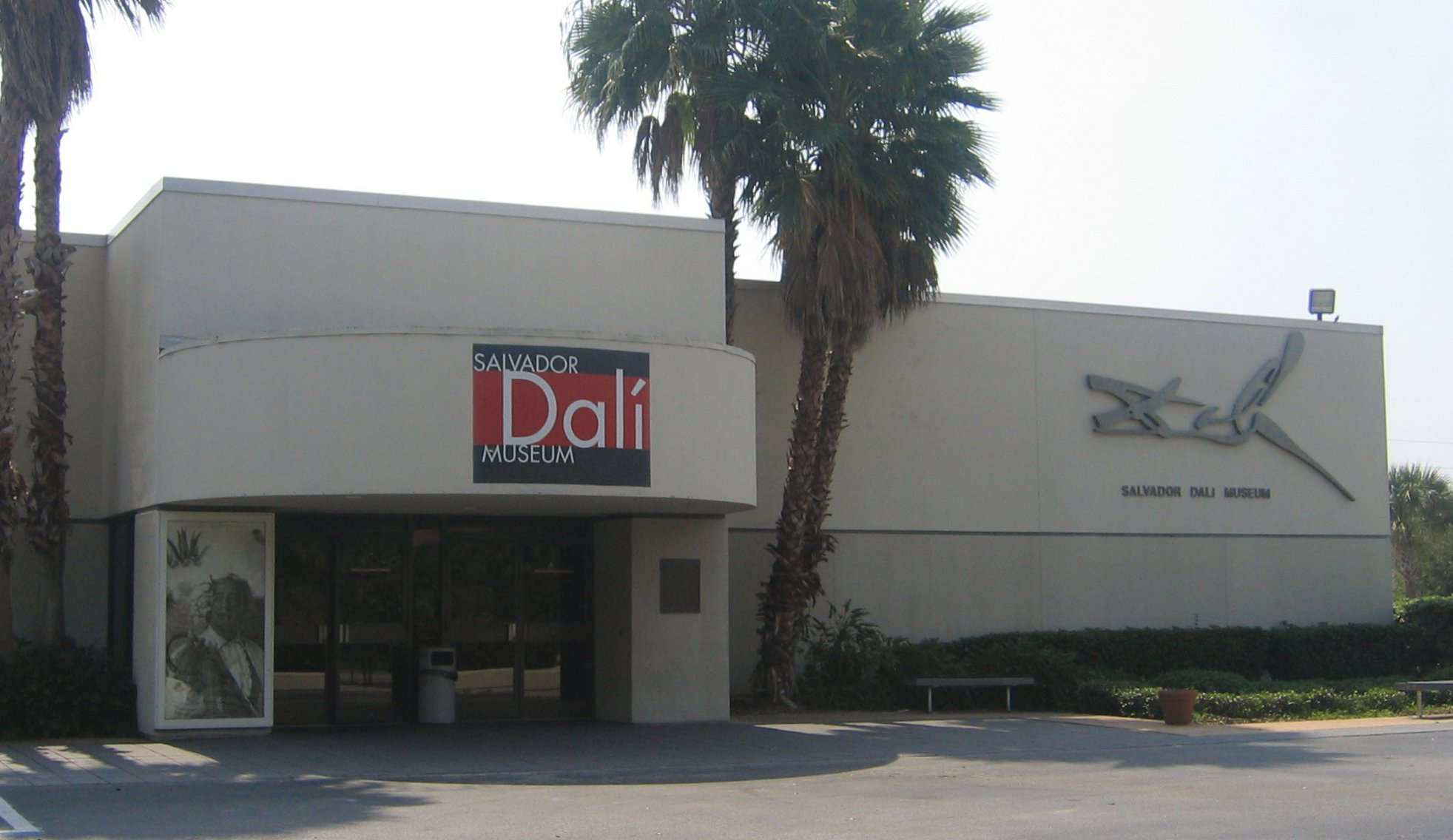
Das erste Dalí-Museum in St. Petersburg

Kurz nach ihrer Hochzeit am 21. März 1942 kauften Eleanor Reese Morse und Albert Reynolds Morse, ein Industriellen-Ehepaar aus Cleveland, Ohio, ihr erstes Dalí-Gemälde. Sie hatten Werke des Künstlers auf einer Ausstellung im Cleveland Museum of Art gesehen und waren begeistert. Im April 1943 trafen sie Dalí und seine Frau Gala in New York, was der Beginn einer jahrzehntelangen engen Freundschaft war.
Im Lauf der Jahre erwarben die Morses weitere Werke Dalís, bis schließlich die Sammlung zu groß für ihr Wohnhaus wurde. Daher ließen sie ein Museum neben dem Verwaltungsgebäude ihrer Fabrik in Cleveland bauen, das 1971 von Dalí persönlich eröffnet wurde. Doch auch dieses erwies sich nach einigen Jahren wegen des Besucherandrangs als zu klein, und so begannen die Morses mit einer landesweiten Suche nach einem neuen dauerhaften Platz für die Kunstwerke.
Einige Museen zeigten Interesse, konnten jedoch keine optimalen Bedingungen für die Präsentation der Sammlung bieten. Dank privater Initiative wurde in St. Petersburg mit städtischer und staatlicher Unterstützung ein neues Museum gegründet, das die Werke übernahm und im März 1982 in einem umgebauten ehemaligen Lagerhaus (Lage) am Bayboro Harbor eröffnet wurde.
Im Januar 2011 zog das Museum in einen Neubau etwa 800 m nordöstlich des bisherigen Standorts um. Es entstand nach Plänen des Architekturbüros HOK, die Bauzeit betrug 22 Monate.